# Aphonomorphus obliquus
Aphonomorphus obliquus är en insektsart som beskrevs av Bruner, L. 1916. Aphonomorphus obliquus ingår i släktet Aphonomorphus och familjen syrsor. Inga underarter finns listade i Catalogue of Life.